# كالديرا دريبا

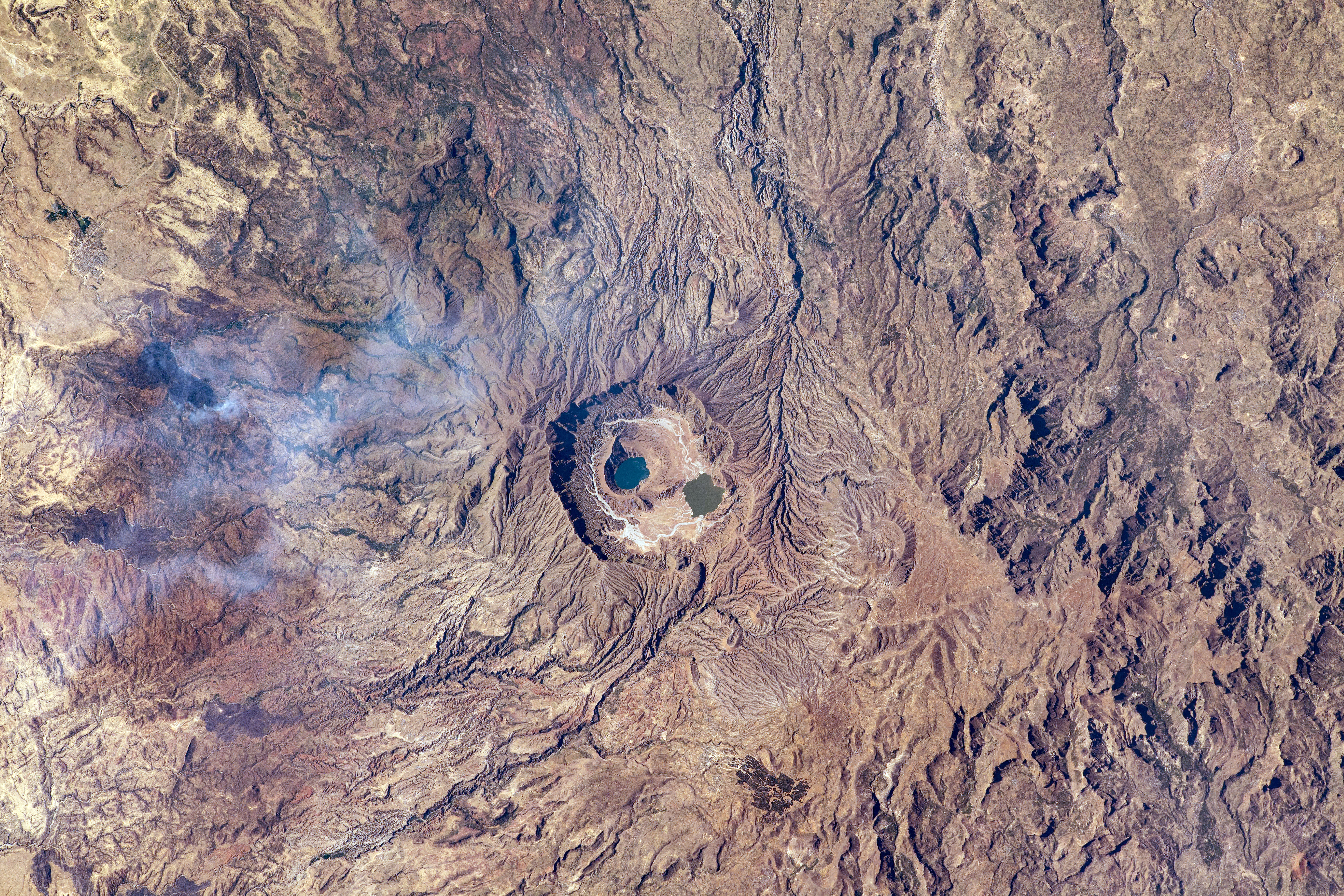
فوهة بركان دريبا /جبال مرة في دارفور، السودان.

كالديرا دريبا (بالإنجليزية: Deriba caldera)، هو جزء من براكين جبال مرة في دارفور، السودان. يقع على قبة دارفور وقد يكون مثل تلال تاجابو وتلال ميدوب البركانية نتيجة لعمود الوشاح. تقع أعلى نقطة في السودان بعد إنفصال جنوب السودان على هامش كالديرا. تقع كالديرا على قمة بركان درعي أو مخروط الرماد في جبال مارا الجنوبية، والتي تطورت أولاً ككومة من تدفقات الحمم البازلتية وبعد ذلك كطبقات من الرماد البركاني والطفة البركانية، بما في ذلك الإنفجارات التي شكلت كالديرا. حدث ثوران كبير حوالي 3520 ± 100 سنة قبل الحاضر؛ والينابيع الساخنة والفومارول نشطة حتى يومنا هذا.
تحتوي دريبا على بحيرتين، واحدة في الجانب الشمالي الشرقي من كالديرا الرئيسية والأخرى في مخروط في القطاع الجنوبي الغربي من كالديرا. البحيرة الجنوبية الغربية العذبة أصغر ولكنها أعمق بكثير من البحيرة الشمالية الشرقية الأكثر ملوحة. في أواخر العصر البليستوسيني ، امتلأت كالديرا ببحيرة أكبر.
ملاحظات هوبز H.F.C. هوبز عام 1918 عن بحيرات جبل مرة تشير إلى أن البحيرتين في دريبة (البحيرتين الوحيدتين في مرة على حد علمه) تقعان على ارتفاع 1700 قدم فوق مستوى سطح البحر. وكانتا تشغلان تشكيلًا يشبه المدرج، يبلغ قطره حوالي 3 إلى 4 أميال، ويتكون من سلسلة دائرية (أو بيضاوية قليلاً) من المرتفعات شديدة الانحدار، يتراوح ارتفاعها بين حوالي 800 إلى 2000 قدم فوق سطح البحر.
كانت البحيرة المالحة، التي يطلق عليها السكان الأصليون اسم "الأنثى"، أكبر البحيرتين وتحتل الركن الشمالي الشرقي من المدرج. كان طولها حوالي 1950 ياردة وعرضها 1350 ومحيطها حوالي 3 أميال. كانت المياه في هذه البحيرة مالحة جداً وقذرة وخضراء اللون وذات رائحة نفاذة كريهة. كانت هناك ترسبات كبيرة من الملح تميز علامة المياه المرتفعة، وباستثناء الطرف الشمالي، انحدرت الضفاف تدريجياً إلى طين ناعم ناضح قوي الرائحة. لم يقم هوبز بأي عمليات سبر لضيق الوقت، لكنه استنتج أن البحيرة ربما لم تكن عميقة جداً، باستثناء الطرف الشمالي منها. وقد أجرى اجتيازاً كاملاً بالبوصلة المنشورية مشياً على الأقدام، مع خطأ بسيط في الإغلاق، مما أعطى نتائج دقيقة نسبياً.
كانت البحيرة الثانية، التي تسمى "الذكر"، تقع على بعد حوالي 500 متر جنوب البحيرة المالحة وتحتوي على مياه عذبة إلى حد ما. وكان طولها حوالي 1,550 متراً وعرضها 900 متر، ومحيطها حوالي 1,000 متر، وشكلت مركز فوهة كبيرة، لا شك أنها من أصل بركاني. ترتفع جوانب الفوهة بشكل عمودي تقريباً خارج الماء، حيث يصل ارتفاعها إلى حوالي 400 إلى 700 قدم، باستثناء الجانب الشمالي، حيث كانت حافة الفوهة منخفضة إلى حد كبير، مما يسمح بانحدار أكثر تدرجاً نحو الماء. كانت المياه في هذه البحيرة، مثل تلك الموجودة في البحيرة المالحة، مخضرة ونظيفة وصافية ولها رائحة كبريتية خافتة. انكسرت عينة مأخوذة للتحليل في نفس الوقت الذي انكسرت فيه زجاجة الويسكي الأخيرة.
ونظراً لعدم وجود وقت لأخذ مجسات أو القيام بعبور كامل للبحيرة الثانية، اعتمد هوبز على بوصلة منشورية وجهاز تحديد المدى الجيب لقياس معظم المسافات. وتعتبر هذه الأرقام تقريبية. كان سكان جبل مرة ينظرون إلى البحيرة بخرافة وخوف من قبل سكان جبل مرة، الذين كانوا يؤمنون بخصائصها الغامضة. وكان عدد قليل من السكان الأصليين يزورونها، لكنهم كانوا يعتبرونها مسكونة بالأشباح، مثل العرافة التي كانت تُطرح عليها الأسئلة وتُستنتج إجاباتها من الألوان التي تتخذها المياه في أوقات معينة.
تصف الملاحظات أيضًا صعود هوبز للقمة الجنوبية الغربية في 13 مارس 1918. وعلى الرغم من ادعاءات السكان الأصليين في البداية بعدم وجود أثر، إلا أنه تم استئجار مرشدين في نهاية المطاف لقيادة البعثة على طول مسار محدد بعلامات جيدة في الجزء الأصعب من الصعود. استغرق الصعود من مستوى البحيرة 4.5 ساعة، حيث استغرق الصعود من مستوى البحيرة 4.5 ساعة، وكان الصعود إلى التلال المحيطة بالبحيرات شبه متهور. كشفت القمة عن قمتين أخريين، على بعد حوالي ميل واحد و4 أميال على التوالي، على ارتفاع 50 و100 قدم أعلى من القمة التي كانوا يتسلقونها. قمة أخرى، على بعد 20 ميلاً تقريباً، بقراءة مغناطيسية 540، ربما كانت القمة الأعلى. كانت القمة التي تم تسلقها هي الأبرز في الطرف الجنوبي الغربي من الجبل، وأطلق عليها السكان المحليون اسم جبل مرة "الأصلي". لم يتمكن هوبز من تحديد ارتفاع القمة التي وصل إليها بسبب محدودية البارومتر اللاسلكي الذي لم يكن بإمكانه تسجيل سوى ارتفاع 5000 قدم. ومع ذلك، فقد قدّر بالعين أن القمة كانت على ارتفاع 2000 قدم على الأقل فوق البحيرات، مما يجعلها على ارتفاع 6800 قدم فوق مستوى سطح البحر.
منذ الاستكشاف الأول الذي قام به هوبز وجيلان في عام 1918 (Gillan 1918, Hobbs 1918)، وقد زار جبل مرة العديد من الجيولوجيين وعلماء النبات والحيوانات، وفي عام 1964، قامت بعثة استكشافية بأول دراسة بيولوجية للجداول وبحيرتي الدريبة. تُستمد الأهمية الهيدروبيولوجية لجبل مرة من عزلة هذه المياه بالقرب من المركز الجغرافي للقارة الأفريقية، إلى جانب الاختلافات الكيميائية المعروفة بين مختلف الأنهار والبحيرات (Hunting Technical Services, 1958).
خلال الرحلة الاستكشافية التي استمرت خمسة أسابيع، تم أخذ عدة مئات من العينات من مواقع مختلفة، بما في ذلك الجداول والشلالات والبرك والصخور الرطبة والبحيرتين المالحتين في الحفرة. أُجريت التحاليل الكيميائية في الحقل وأجريت المزيد من التحاليل على العينات التي نُقلت إلى جامعة الخرطوم. كما أجرى الفريق أيضاً أول دراسة لقياس الأعماق للبحيرتين. تضمن المسح الباثيمتري لبحيرتي دريبة استخدام مسبار صدى معاير وزورق قابل للنفخ في المقاطع العرضية، وهو ما يمثل أول استخدام لقارب في هذه المياه. وعلى وجه الخصوص، وُجد أن البحيرة الكبرى ضحلة بعمق أقصى يبلغ 11.6 مترًا، في حين أن البحيرة الصغرى كانت تتميز بخصائص فريدة من نوعها، بما في ذلك قمع مخروطي الشكل.
وقد كشف المزيد من التحقيقات، بما في ذلك عمليات فحص الأعماق باستخدام مجموعة متنوعة من الطرق، عن أدلة على ارتفاعات كبيرة في منسوب المياه في كلتا البحيرتين في الأزمنة الحديثة نسبياً. تشير الأدلة الواضحة لمستويات الشاطئ السابقة إلى ارتفاعات مفاجئة ربما تكون ناجمة عن انهيارات أرضية كبيرة على الجدران الداخلية غير المستقرة للحفرة. كشفت الأشجار الميتة والمقارنة مع الخرائط والصور الفوتوغرافية التاريخية عن تغيرات في أبعاد البحيرة ومنسوبها بمرور الوقت. وتختتم الدراسة بالإشارة إلى ارتفاع مطرد في منسوب البحيرة الكبيرة بسبب تدفق الرواسب، مما قد يؤدي إلى اختفائها.